# 桓歆
桓歆，字叔道，小字式，譙國龍亢（今安徽懷遠）人。東晉大司馬桓溫之三子。桓熙、桓濟之弟，桓禕、桓偉、桓玄之兄。

## 生平
桓歆是東晉權臣桓溫之三子。後來被賜爵為臨賀公。桓玄篡晉建楚後遭擊潰，桓歆亦於曆陽、芍陂等地被魏詠之、諸葛長民所破，僅以身免，單人匹馬渡過淮河避難，后被宁远将军、淮陵太守孟龙符、刘藩、向弥击破斩杀。